# Diebolsheim
Diebolsheim is een gemeente in het Franse departement Bas-Rhin in de regio Grand Est. De gemeente telde 673 inwoners op 1 januari 2022.

## Geschiedenis
De gemeente maakte voor 2015 deel uit van het arrondissement Sélestat en kanton Marckolsheim. Op 1 januari van dat jaar fuseerde het arrondissement met het arrondissement Erstein tot het arrondissement Sélestat-Erstein. Toen het kanton op 22 maart 2015 werd opgeheven werden Diebolsheim opgenomen in het kanton Erstein.

## Geografie
De oppervlakte van Diebolsheim bedraagt 7,03 vierkante kilometer; Op 1 januari 2022 was de bevolkingsdichtheid 95,7 inwoners per km².
De onderstaande kaart toont de ligging van Diebolsheim met de belangrijkste infrastructuur en aangrenzende gemeenten.

## Demografie
Onderstaande figuur toont het verloop van het inwonertal.
Benfeld · Bolsenheim · Boofzheim · Diebolsheim · Daubensand · Erstein · Friesenheim · Gerstheim · Herbsheim · Hindisheim · Hipsheim · Huttenheim · Ichtratzheim · Kertzfeld · Kogenheim · Limersheim · Matzenheim · Nordhouse · Obenheim · Osthouse · Rhinau · Rossfeld · Sand · Schaeffersheim · Sermersheim · Uttenheim · Westhouse · Witternheim